# Raspdvärgspindel
Raspdvärgspindel (Troxochrus scabriculus) är en spindelart som först beskrevs av Westring 1851.  Raspdvärgspindel ingår i släktet Troxochrus och familjen täckvävarspindlar. Arten är reproducerande i Sverige. Inga underarter finns listade i Catalogue of Life.